# Nico Jan Wijsman
Nico Jan Wijsman (Den Haag, 22 mei 1948 - Apeldoorn, 1 september 2006) was een Nederlands politicus (PvdA-gedeputeerde van de provincie Gelderland) en bestuurder.
De aan de TU Delft afgestudeerde chemicus begon zijn werkzame leven als docent natuur- en scheikunde. Als bestuurder was hij onder andere directeur van de hogeschool voor petroleum en gastechnologie "Noorderhaaks" te Den Helder en directeur van de technische- en maritieme faculteit van de Hogeschool van Amsterdam (HvA).
Daarnaast vervulde hij bestuursfuncties voor maatschappelijke organisaties en stichtingen.
Wijsman werd al op 18-jarige leeftijd lid van de Partij van de Arbeid. Vanaf begin jaren negentig werd hij echt actief in de politiek toen hij aantrad als raadslid van de gemeente Anna Paulowna. Nadat hij in 1997 rector van de christelijke scholengemeenschap Sprengeloo te Apeldoorn was geworden, werd Wijsman in 1999 gekozen als Statenlid van de Gelderse staten.
Sinds 2003 vervulde Wijsman de functie van gedeputeerde voor de provincie Gelderland en was portefeuillehouder Financiën, Gelders Stedelijk Ontwikkelingsbeleid en Bestuurlijke Organisatie.
Op 1 september 2006 overleed Nico Jan Wijsman plotseling aan een hartaanval tijdens zijn geliefde hobby hardlopen.
Hij werd op 6 september 2006 begraven op de gemeentelijke begraafplaats Soerenseweg te Apeldoorn. Tijdens de uitvaart werd het gedicht van Lucebert voorgelezen wat altijd op de muren van zijn werkkamers geschilderd stond en nu op zijn grafsteen te lezen is.
In maart 2008 werd in het Huis der Provincie te Arnhem een nieuwe commissiezaal geopend welke de naam Wijsmanzaal draagt.